# Теодора Цончева
Tedi Dorah (Теди Дора) е българска поп певица, творец на песни, танцьорка и учител по латино танци и създател на съдържание в социалните мрежи.

## Ранни години
Родена е на 20 април 1991 г. в град Пловдив. Когато е тригодишна, семейството ѝ се премества в София, където израства. Произлиза от семейство на музиканти – майка ѝ, баба ѝ и леля ѝ са пианисти, затова и тя също поема по пътя на музиката. На девет години започва да пее във вокална група „Бон-бон“, а след това продължава да се развива певчески с доц. Алис Боварян. Признава, че нейно огромно вдъхновение е Майкъл Джаксън. Тренирала е за кратко художествена гимнастика, съвременен балет и спортни танци. През 2010 г. се записва на уроци по салса, а през 2012 г. започва работа като помощник-учител. Не след дълго става и главен учител на своя собствена група ученици по латино танци.

## X Factor
През 2011 г. се явява на кастинг за известното в цял свят шоу X Factor, но не успява да достигне до големите концерти.
Две години по-късно се явява отново, като този път успява да достигне до полуфинал. Ментор ѝ е Велизар Соколов-Заки. На първия концерт отива на елиминации за оставане и печели четирите гласа на журито срещу Георги Арсов и така остава в шоуто. На седмия голям концерт отива на елиминации заедно с Таня Димитрова и отново печели. В крайна сметка Теодора завършва на четвърто място.

## Музикална кариера
На 30 май 2014 г. Теодора издава първата си песен „Зелена светлина“ заедно с Тодор Гаджалов и Део. Песента е по музика на Теодора Цончева и Тодор Гаджалов, аранжимент на Тодор Гаджалов, текст на Лора Николаева, Теодора Цончева и Део. Режисьор на видеото е Любомир Цанков, оператор е Павлин Табашки, помощници: Николай Минев и Иво Балджиев. Танцьорите са Макоса Ностра.
Първият самостоятелен план за песен на Теодора Цончева, озаглавен „Взимам Всичко“ излиза на 7 юли 2015 г., като звукозаписът на песента е направен отново от Велизар Соколов – Заки, но този път самата Теодора се заема да направи видеото. Тя е и автор на музиката и текста, а аранжимента е дело на Васил Иванов – Dexter. Работата по видеото е поверена на Башмоушън.
На 5 септември 2019 г. излиза нейната песен „Без грим“. Тодор Гаджалов участва във видеото. На 17 октомври 2019 г. излиза английската версия. На 19 март 2020 г. излиза песента „Home Alone“. Във видеоклипа участват Тодор Гаджалов, Веселин Иванов, Ели Раданова, Мери Мердинян, Златан Петров и Нелина Георгиева.
През 2020-та година излиза песента "Home Alone", с която Теди изпраща послание до всички затворени вкъщи хора по време на пандемията да не униват, защото макар и сами вкъщи, ние пак сме заедно. Песента съвсем тематично е визуализирана с домашно видео, в което виждаме както Теди, така и нейни близки хора.
Песента "Ти" излиза през лятото същата година.
След голяма пауза в музикалната си кариера Теодора се завръща през 2024-та със сингъла "Любов или Война". Песен и видео, които засягат темата за токсичната любов и невъзможността се разделиш, но и да продължиш да си с човек, с когото отношенията не са здравословни. 
2025-та година се оказва много важна и продуктивна за Теодора Цончева, която първо влиза в ефира на радиа и телевизии с дългоочаквания си втори дует с Тодор Гаджалов - "Никой не целува както ти" в края на май месец. Лятна, свежа, романтична песен, която бързо влиза под кожата на аудиторията.
А само 2 месеца по-късно, Теодора обявява със забавно видео, че се ребрандира като артист и повече няма да се нарича Теодора Цончева, а вече е Tedi Dorah. 
Първият й официален сингъл като Tedi Dorah - "Dzen" излиза в края на юли 2025-та година и е както нова страница в професионалния й път, така и леко намигване към комедийните видеа, с които става известна в YouTube. Песента има поп звучене с лек рок и дори реге привкус, а текста е закачлив и забавен.

## Сингли
- „Зелена светлина“ – 2014 (заедно с Тодор Гаджалов и Део)
- „Взимам Всичко“ – 2015
- „Без грим“ – 2019
- „Home Alone“ – 2020
- „Ти“ – 2020
- "Любов или Война" - 2024
- "Никой не целува както ти" (заедно с Тодор Гаджалов)
- "Dzen" - 2025